# Osica de Jos (gmina)
Osica de Jos – gmina w Rumunii, w okręgu Aluta. Obejmuje miejscowości Bobu i Osica de Jos. W 2011 roku liczyła 1567 mieszkańców.